# Embalse de Kremasta
El Embalse Kremasta o Lago Kremasta (en griego: Λίμνη Κρεμαστών) es el lago artificial más grande en Grecia. La construcción de la presa fue completada en 1965 concentrando aguas de cuatro ríos: Aspropótamos, Agrafiotis, Tavropos y Trikeriotis. El agua acumulada en el embalse es aproximadamente 3.8 kilómetros cúbicos (3,100,000), lo que le convierte en el segundo embalse más grande Europa, sólo superado por el Embalse de Alqueva (en Portugal) Previene de inundaciones del río Aspropótamos, y suministra electricidad al país  durante las mayores cumbres de demanda. 
La estación eléctrica de la presa es la planta hidroeléctrica más grande de Grecia (437.2 MW). Fue construida en 1966 y está gestionado por la Empresa de Electricidad Pública de Grecia. En el tiempo de su construcción, fue el proyecto hidroeléctrico más grande de Europa.
 
El embalse está localizado en las fronteras de Etolia-Acarnania y Euritania. Hay dos puentes sobre el lago (en Tatarna y Episkopi). El agua del embalse penetra a lo largo de las riberas de los ríos que le suministran, y forma muchos fiordos e islas pequeñas. Los municipios con orillas en el embalse son Agrinio y Amfilochia en Etolia-Acarnania, y Agrafa y Karpenisi en Euritania.